# Педро Алонсо
Педро Гонзалез Алонсо (рођен 21. јуна 1971), познат као Педро Алонсо, шпански је глумац, писац и уметник. Најпознатији је по улози Андреса "Берлин" де Фонољосе у шпанској серији Кућа од папира и по улози Дијега Маркије у историјској драмској серији Гранд Хотел.

## Младост
Педро Гонзалез Алонсо рођен је у Вигу у Шпанији. Студирао је на Краљевској школи драмских уметности (РЕСАД) у Мадриду, дипломирао је 1992. године и на Театро де ла Данза (Позориште плеса). 
Алонсо је полиглота и говори шпански, галицијски, каталонски и енглески. Такође је писац и користи име Педро Алонсо О’Чоро.

## Каријера
Познат је по својим наступима на телевизији у Rías Baixas (2003–2005), Maridos e mulleres (2006–2008), Padre Casares (2008–2015) и Gondar (2009), на локалном нивоу у Галицији и на националном нивоу по игрању ликова као што су Дијего Маркија / Адријан Вера Селанде у историјској драми Гранд Хотел. Алонсо је играо улогу Андреса "Берлина" де Фонољосе у крими драмској серији Куће од папира, која се први пут емитовала 2017. године, а тренутно емитује на Нетфликсу.
2018. га је магазин ГК Турска изабрао за „Међународну звезду године“. Играо је у Diablo Guardián, првој драмској серији Amazon Prime Video у Латинској Америци, која је објављена у мају 2018. Алонсо је 2019. играо водећу улогу у мистериозном трилеру The Silence of the Marsh.

## Лични живот
Алонсо је у вези са париском хипнотерапеуткињом и уметницом Татјаном Ђорђевић. Такође има ћерку Уриел (рођ. 1998) из претходне везе.

## Филмографија

### Филм
| Година | Назив (оригинал)         | Улога           | Напомене    |
| ------ | ------------------------ | --------------- | ----------- |
|        |                          |                 |             |
| 1995   | Hábitos                  |                 | Кратак филм |
| 1996   | Alma gitana              | Antonio         |             |
| 1996   | Tengo una casa           | Ferrari         |             |
| 1996   | Paranoia dixital         | Guy             | Кратак филм |
| 1997   | Niño nadie               | Alex            |             |
| 1997   | Las vacaciones de Clara  | Alan            | Кратак филм |
| 1997   | El pliegue del hipocampo | Xavi            | Кратак филм |
| 1998   | Insomnio                 | Miguel          |             |
| 2003   | Noviembre                | Guard           |             |
| 2005   | El calentito             | Marcos          |             |
| 2005   | La noche del hermano     | Club Porter     |             |
| 2010   | 18 Meals                 | Vladimir Torres |             |
| 2010   | Todo lo que tú quieras   | Pedro           |             |
| 2011   | Un día normal            | Professor       | Кратак филм |
| 2011   | Onde está a Felicidade?  | Ramon           |             |
| 2012   | O Apóstolo               | Pilgrim         | Пружа глас  |
| 2013   | Maldito lunes            | Rafa            | Кратак филм |
| 2015   | Retribution              | Contreras       | Пружа глас  |
| 2015   | La playa de los ahogados | Marcos Valverde |             |
| 2019   | The Silence of the Marsh | Q               |             |

### Телевизија
| Година       | Назив (оригинал)               | Улога                               | Напомене                                    |
| ------------ | ------------------------------ | ----------------------------------- | ------------------------------------------- |
| 1997         | Todos los hombres sois iguales | Raúl                                | 5 епизода                                   |
| 1998         | A las once en casa             | Alejo                               | 28 епизода                                  |
| 2000         | Raquel busca su sitio          |                                     | Епизода 3: "David contra David"             |
| 2000         | ¡Qué grande es el teatro!      | Gonzalo                             | Епизода: "La hermana pequeña"               |
| 2001         | Pequeno hotel                  |                                     | Епизода 1: "Un día apurado"                 |
| 2002         | El comisario                   | Iván                                | Сезона 5, епизода 9: "Cuatro, Tres, Dos..." |
| 2003         | Código fuego                   | Tomás                               |                                             |
| 2003–05      | Rías Baixas                    |                                     |                                             |
| 2005         | Hospital Central               | Curro Gómez                         | Сезона 10, епизода 1: "El gas de la risa"   |
| 2005         | La Atlántida                   | Boris                               |                                             |
| 2005         | As leis de Celavella           | Amancio                             | Епизода: "Santa Teresa"                     |
| 2006–08      | Maridos e mulleres             | Carlos                              |                                             |
| 2006         | A vida por diante              |                                     | Сезона 2, епизода 4: "O roubo"              |
| 2007         | R.I.S. Científica              | Héctor                              | Сезона 1, епизода 6: "Miedo escénico"       |
| 2008–15      | Padre Casares                  | Father Horacio Casares              | Сезоне 1–8, 14, 16                          |
| 2008         | La bella Otero                 | Venancio Romero                     |                                             |
| 2008         | El espejo                      | Álvaro                              |                                             |
| 2009         | Gondar                         | Pedro Sotelo                        |                                             |
| 2011         | 14 de abril. La República      |                                     | 2 епизоде                                   |
| 2011–13      | Gran Hotel                     | Diego Murquía / Adrián Vera Celande |                                             |
| 2014–15      | Bajo sospecha                  | Roberto Vega Sánchez                | 8 епизоде                                   |
| 2015         | Hospital Real                  | Andrés Osorio                       |                                             |
| 2016         | El ministerio del tiempo       | Lieutenant Cerezo                   | 2 eпизоде                                   |
| 2016         | La embajada                    | Pablo Villar                        |                                             |
| 2017–present | Money Heist                    | Andrés de Fonollosa / Berlin        |                                             |
| 2017–18      | Traición                       | Roberto Fuentes del Riego           |                                             |
| 2018         | Diablo Guardián                | Gallego                             | 3 епизоде                                   |

## Награде
| Година | Назив (оригинал)                  | Улога                                    | Напомене      |           |
| ------ | --------------------------------- | ---------------------------------------- | ------------- | --------- |
| 2009   | Golden Nymph                      | Најбољи глумац                           | Padre Casares | Номинован |
| 2009   | Mestre Mateo Awards               | Најбољи глумац                           | Padre Casares | Номинован |
| 2010   | Mestre Mateo Awards               | Најбољи глумац                           | Padre Casares | Номинован |
| 2014   | Mestre Mateo Awards               | Најбољи споредни глумац                  | Gran Hotel    | Номинован |
| 2018   | Fotogramas de Plata               | Најбољи телевизијски глумац              | Money Heist   | Номинован |
| 2018   | Award of the Spanish Actors Union | Television: Supporting Performance, Male | Money Heist   | Освојио   |
| 2020   | Filming Italy Best Movie Award    | Интернационална награда                  | N/A           | Освојио   |